# Nukleosiddifosfatkinas
Nukleosiddifosfatkinas är ett enzym som katalyserar överföringen av en fosfatgrupp från guanosintrifosfat (GTP) till adenosindifosfat (ADP), vilket genererar adenosintrifosfat (ATP). Detta är ett sätt att omvandla det GTP som bildas i citronsyracykeln till ATP.
Nettoreaktion:
GTP + ADP → GDP + ATP